# Ohleria obducens
Ohleria obducens är en svampart som beskrevs av Georg Winter 1872. Ohleria obducens ingår i släktet Ohleria och familjen Melanommataceae.   Inga underarter finns listade i Catalogue of Life.